# Sophia Dorothea van Celle

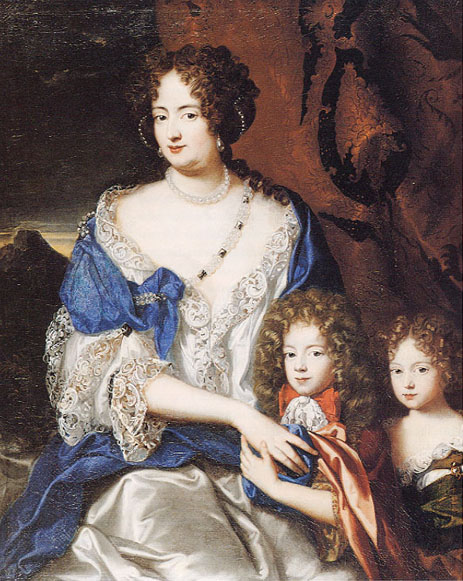
Sophia Dorothea van Celle met haar twee kinderen George en Sophia Dorothea

Sophia Dorothea van Celle  (Celle, 13? september 1666 - Ahlden,  23? november 1726)
 was een Duitse adellijke vrouw uit het Huis Lüneburg.  In 1682 trouwde zij met haar neef George Lodewijk van Brunswijk-Lüneburg, de latere George I van Groot-Brittannië. Haar echtgenoot beschuldigde haar in 1694 van overspel, scheidde van haar en liet haar jarenlang opsluiten in Slot Ahlden waar ze uiteindelijk stierf. Zij is de moeder van George II van Groot-Brittannië en de grootmoeder van Frederik de Grote van Pruisen.

## Biografie
Sophia Dorothea van Celle was de enige dochter van George Willem van Brunswijk-Lüneburg en Eleonora van Olbreuze, die afkomstig was uit een verarmde adellijke hugenotenfamilie. De benaming Van Celle verwijst naar het vorstendom Celle-Lüneburg waarover haar vader regeerde.  Sophia Dorothea werd buitenechtelijk geboren. Zeer tegen de zin van zijn familie liet George Willem haar in 1674 echten en trouwde hij in 1676 met haar moeder. In 1680 werden Sophia Dorothea en haar moeder Eleonora door Ernst Augustus van Brunswijk, de broer van George Willem, erkend als leden van de Brunswijkse hertogelijke familie.
Om dynastieke redenen werd in 1682 besloten tot een huwelijk tussen Sophia Dorothea van Celle en haar neef George Lodewijk, de oudste zoon van Ernst Augustus. Zowel George Lodewijk zelf als zijn moeder Sophia van de Palts vonden dit huwelijk ver beneden hun stand en benaderden Sophia Dorothea met minachting. Na de geboorte van de kinderen George (1683) en Sophia Dorothea (1687) verergerde de situatie, mogelijk omdat Sophia Dorothea haar dynastieke plicht had gedaan en door haar man en schoonmoeder als niet meer relevant werd beschouwd.
Zij leerde de Zweedse graaf Philip Christoph von Königsmarck kennen, die haar in 1694 hielp bij een poging om uit Hannover te ontsnappen. Het plan werd echter ontdekt, Von Königsmarck werd in het geheim geëxecuteerd en Sophia Dorothea van Celle gevangengezet. Er is vaak gesuggereerd dat Von Königsmarck haar minnaar was. De brieven die dit zouden bewijzen zijn echter vervalsingen; er is hierover dus niets met zekerheid te zeggen.

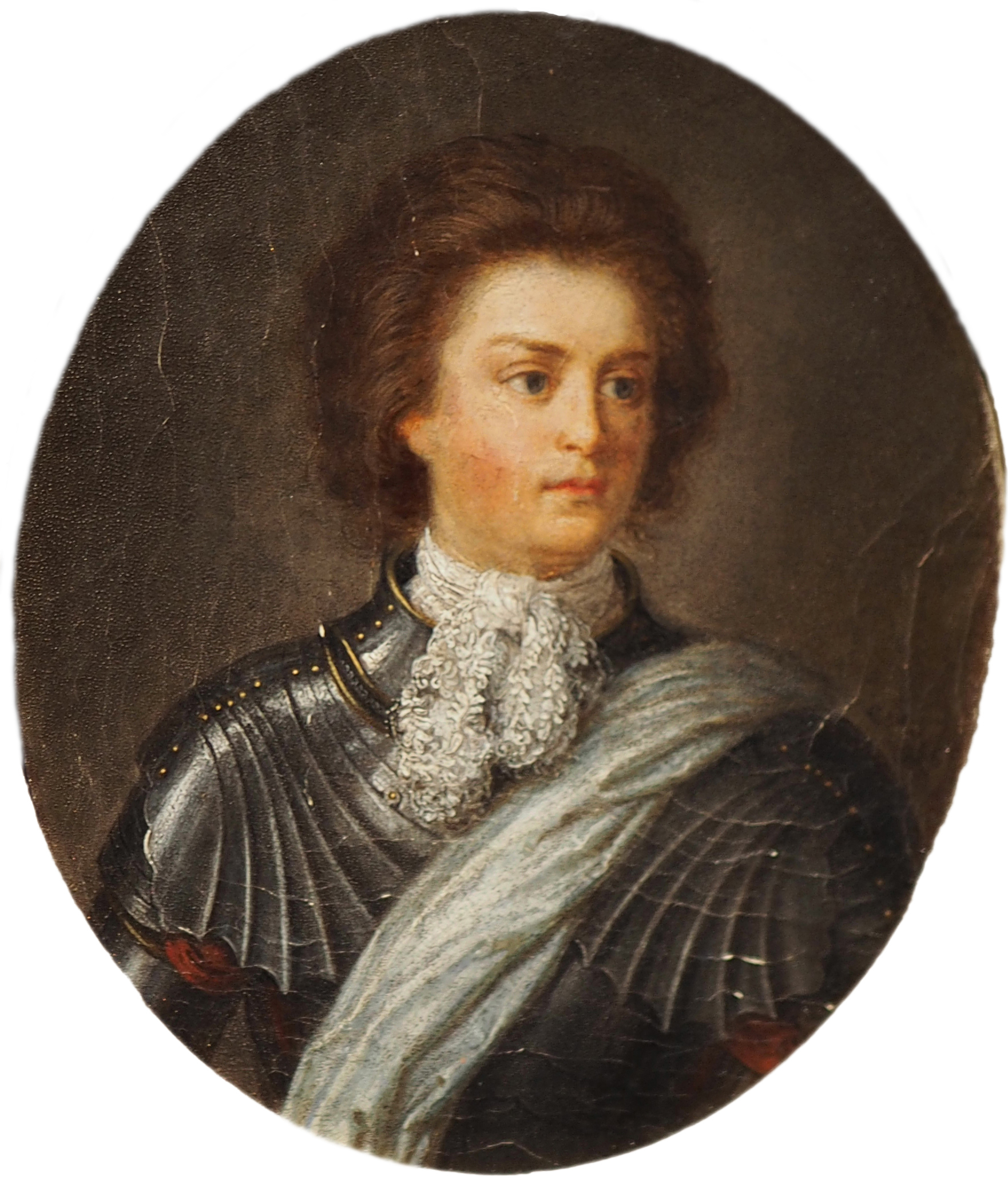
Philip Christoph von Königsmarck

Het huwelijk tussen Sophia Dorothea van Celle en George Lodewijk werd ontbonden. Zij werd de rest van haar leven gevangengehouden in Slot Ahlden op de Lüneburger Heide. Daar stierf ze in 1726, na 32 jaar gevangenschap. Zij wordt ook wel 'prinses van Ahlden' genoemd.
Haar voormalig echtgenoot George Lodewijk werd in 1698 keurvorst van Hannover en in 1714 koning  George I van Groot-Brittannië. Hun zoon volgde hem op als George II. Dochter Sophia Dorothea trouwde in 1706 met de kroonprins van Pruisen, de latere koning Frederik Willem I, en werd de moeder van Frederik de Grote.

## Voorouders
| Sophia Dorothea van Celle             | Sophia Dorothea van Celle                                                                        | Sophia Dorothea van Celle                                                                        | Sophia Dorothea van Celle                                                                        | Sophia Dorothea van Celle                                                                        | Sophia Dorothea van Celle                                                                 | Sophia Dorothea van Celle                                                                 | Sophia Dorothea van Celle                                                                 | Sophia Dorothea van Celle                                                                 |
| ------------------------------------- | ------------------------------------------------------------------------------------------------ | ------------------------------------------------------------------------------------------------ | ------------------------------------------------------------------------------------------------ | ------------------------------------------------------------------------------------------------ | ----------------------------------------------------------------------------------------- | ----------------------------------------------------------------------------------------- | ----------------------------------------------------------------------------------------- | ----------------------------------------------------------------------------------------- |
| Overgrootouders                       | Willem V van Brunswijk-Lüneburg (1535-1592) ∞ 1561 Dorothea van Oldenburg (1546-1617)            | Willem V van Brunswijk-Lüneburg (1535-1592) ∞ 1561 Dorothea van Oldenburg (1546-1617)            | Lodewijk V van Hessen-Darmstadt (1577-1626) ∞ 1598 Magdalena van Brandenburg (1582-1616)         | Lodewijk V van Hessen-Darmstadt (1577-1626) ∞ 1598 Magdalena van Brandenburg (1582-1616)         | ? (–) ∞ ? (–)                                                                             | ? (–) ∞ ? (–)                                                                             | ? (–) ∞ ? (–)                                                                             | ? (–) ∞ ? (–)                                                                             |
| Grootouders                           | George van Brunswijk-Calenberg (1582–1641) ∞ 1617 Anna Eleonora van Hessen-Darmstadt (1601–1659) | George van Brunswijk-Calenberg (1582–1641) ∞ 1617 Anna Eleonora van Hessen-Darmstadt (1601–1659) | George van Brunswijk-Calenberg (1582–1641) ∞ 1617 Anna Eleonora van Hessen-Darmstadt (1601–1659) | George van Brunswijk-Calenberg (1582–1641) ∞ 1617 Anna Eleonora van Hessen-Darmstadt (1601–1659) | Alexandre d'Esmier d'Olbreuse (–) ∞ Jacquette Poussard du Bas-Vandré et de Saint-Marc (–) | Alexandre d'Esmier d'Olbreuse (–) ∞ Jacquette Poussard du Bas-Vandré et de Saint-Marc (–) | Alexandre d'Esmier d'Olbreuse (–) ∞ Jacquette Poussard du Bas-Vandré et de Saint-Marc (–) | Alexandre d'Esmier d'Olbreuse (–) ∞ Jacquette Poussard du Bas-Vandré et de Saint-Marc (–) |
| Ouders                                | George Willem van Brunswijk-Lüneburg (1624-1705) x Eleonora van Olbreuze (1639-1722)             | George Willem van Brunswijk-Lüneburg (1624-1705) x Eleonora van Olbreuze (1639-1722)             | George Willem van Brunswijk-Lüneburg (1624-1705) x Eleonora van Olbreuze (1639-1722)             | George Willem van Brunswijk-Lüneburg (1624-1705) x Eleonora van Olbreuze (1639-1722)             | George Willem van Brunswijk-Lüneburg (1624-1705) x Eleonora van Olbreuze (1639-1722)      | George Willem van Brunswijk-Lüneburg (1624-1705) x Eleonora van Olbreuze (1639-1722)      | George Willem van Brunswijk-Lüneburg (1624-1705) x Eleonora van Olbreuze (1639-1722)      | George Willem van Brunswijk-Lüneburg (1624-1705) x Eleonora van Olbreuze (1639-1722)      |
| Sophia Dorothea van Celle (1666–1727) |                                                                                                  |                                                                                                  |                                                                                                  |                                                                                                  |                                                                                           |                                                                                           |                                                                                           |                                                                                           |